# Rihard Braniselj
Rihard Braniselj, slovenski policist, odvetnik in politik, * 27. september 1966, Ljubljana.
Leta 2010 je na Neodvisni listi Notranjske kandidiral za župana Občine Cerknica, a ni bil izvoljen.
Kot član Državljanske liste Gregorja Viranta je bil leta 2011 izvoljen za poslanca Državnega zbora Republike Slovenije.

## Življenjepis
Braniselj je leta 1985 končal Kadetsko šolo za miličnike v Tacnu in nato sprva sedem let deloval kot policist; v tem času se je udeležil akcije Sever in slovenske osamosvojitvene vojne. Leta 1992 je diplomiral na Višji pravni šoli za notranje zadeve v Ljubljani in sprva postal pomočnik komandirja Policijske postaje Postojna, nato pa je januarja 1993 postal kriminalistični inšpektor za gospodarski kriminal na področju UNZ Postojna. Februarja 1997 je diplomiral na Pravni fakulteti v Ljubljani s področja borznega kriminala.
Leta 1999 je zapustil policijske vrste in postal vodja pravnega oddelka Kovinoplastike Lož. V letih 2006-07 je deloval v Odvetniški pisarni Čeferin. Od leta 2007 ima samostojno odvetniško pisarno.